# Speed riding
Le speed riding est un sport de pleine nature associant la mini-voile (dérivé du parapente)  et le ski. Le principe est de rester au sol en allant le plus vite possible équipé d'une voile de faible surface, d'une sellette, et d'une paire de skis, en alternant le vol et la glisse. On peut ainsi accéder par gravité à des endroits qui n'étaient pas accessibles par les moyens traditionnels, passant ainsi en vol au-dessus des zones inaccessibles à skis. L’objectif n’est pas de voler haut et longtemps mais bien de jouer avec le relief en dévalant des pentes, combinant ainsi la glisse sur neige et le vol plané.

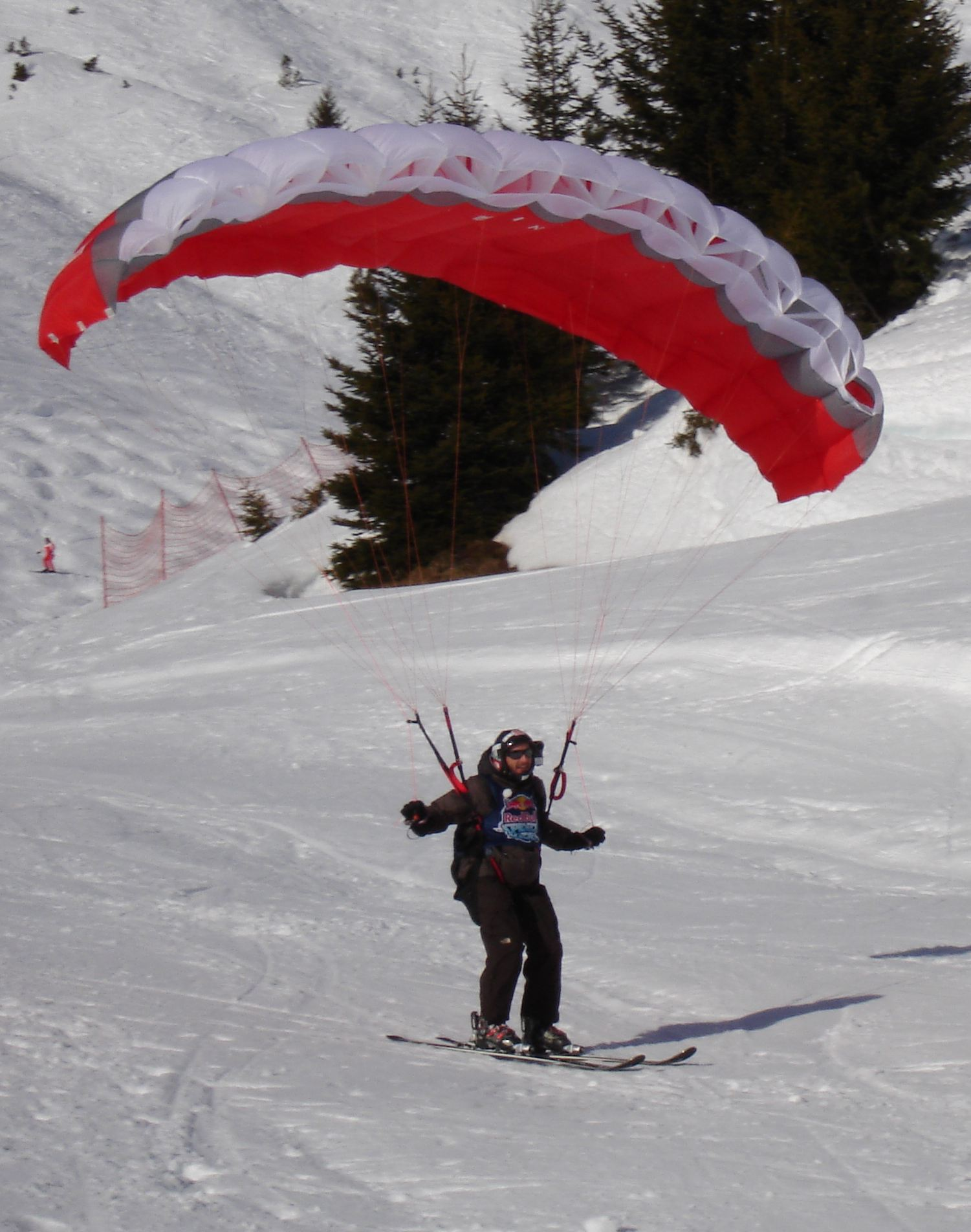
Speed rider avec une voile de 10 m2.

Le speed riding se divise en deux, le ski sous voile et les phases acrobatiques avec de nombreuses figures tels des tonneaux comme en avion.
La gestion de ce sport est confiée par le ministère des sports à la Fédération française de vol libre (FFVL), qui en donne la définition suivante : « Le speed riding est une forme de pratique hivernale du parapente. Le décollage et l'atterrissage, se faisant sur des terrains enneigés, imposent d'avoir des skis aux pieds. Les voiles utilisées ont une surface allant de 8 à 12 m2 et permettent d'alterner des phases de vol et, lorsque le terrain le permet, des phases de contact avec le sol. »
Le speed riding ne doit pas être confondu avec le speed flying, un autre anglicisme qui correspond à une forme de pratique du parapente sous une mini-voile décollable à pied, ou encore avec le snowkite, cerf-volant de traction sur neige, avec skis ou snowboard, discipline déléguée elle aussi à la Fédération Française de Vol Libre avec l'ensemble des formes de pratique du kitesurf.

## Historique
Nécessitant un bon niveau de ski compte tenu des vitesses d'approche de ces petites voiles, le speedriding est apparu au début des années 2000 en France et concernait au départ quelques pionniers "riders" ou parapentistes, tels que les frères Antoine et Valéry Montant. Les premières voiles utilisées étaient des voiles de chute de petite surface. La première école de speed riding voit le jour pendant l'hiver 2004, fondée par Frank Coupat dans la station de Valfrejus.[réf. nécessaire]
Il s'agit d'une activité accidentogène : d'octobre 2010 à septembre 2011, sur les 2691 pratiquants licenciés auprès de la FFVL, 26 déclarations d'accidents ont été enregistrées soit 0,97% des pratiquants, 6 accidents graves soit 0,22% et 2 décès soit 0,074%.
Ce sport est accessible aux skieurs adultes de niveau classe 3 de l'école du ski français dans les écoles de Speed-riding labellisée par la FFVL. Au premier janvier 2016, 37 écoles font partie du réseau EFVL.

## Matériel
Le matériel nécessaire au speed-rider est constitué d'une petite aile de speed-riding allant de 7 à 14 m2, d'une sellette, d'un casque, d'un masque et d'une paire de skis. Ce matériel permet de remonter facilement au sommet des pistes en utilisant les remontées mécaniques. Plus le pilote est expérimenté, plus la tendance est de réduire la surface de l'aile, permettant au speed-rider de mieux « plaquer » la neige.
Par cette diminution importante de la surface de l’aile le pratiquant obtient une vitesse de déplacement très accrue qui permet le vol par vent soutenu mais nécessite un déplacement très précis notamment à proximité du sol.